# Dai Sato
Dai Sato (佐藤 大 Sato Dai?, nacido el 16 de agosto de 1971 en Saitama) es un exfutbolista japonés. Jugaba de guardameta y su último club fue el Kashiwa Reysol de Japón.

## Trayectoria

### Clubes
| Club           | País  | Año         |
| -------------- | ----- | ----------- |
| Kashiwa Reysol | Japón | 1990 - 2003 |

## Palmarés

### Títulos nacionales
| Título         | Club           | País  | Año  |
| -------------- | -------------- | ----- | ---- |
| Copa J. League | Kashiwa Reysol | Japón | 1999 |